# Open.fm
Open.fm (dawniej pod nazwą Gadu Radio) – polska internetowa platforma radiowa, dostępna na stronie internetowej i w komunikatorze internetowym – Gadu-Gadu. Platforma radiowa rozpoczęła nadawanie 8 marca 2006 roku. Właścicielem platformy jest spółka Wirtualna Polska. Open.fm posiada ponad 120 kanałów muzycznych.
Według badań Gemius Stream w listopadzie 2009 roku platformy słuchało 2 256 138 osób.

## Historia
Od 8 marca 2006 roku wybrana grupa użytkowników miała dostęp do usługi. Na początku dostępne były trzy kanały tematyczne – Po Polsku, Impreza oraz Classic. Od 5 czerwca 2006 roku stacje (dodatkowo – House i Smak 80 lat) były dla wszystkich internautów dostępne na stronie internetowej oraz testowej wersji Gadu-Gadu 7.5. W dniach 10–11 listopada 2007 stacja „Starter” pierwszy raz transmitowała na żywo imprezę muzyczną Mayday 2007. Sygnał był nadawany z katowickiego Spodka. Transmisja była prowadzona i komentowana przez prezenterów kanału.
5 grudnia 2007 roku producent udostępnił możliwość tworzenia własnych stacji radiowych w oparciu o platformę. W ramach tego każda zainteresowana firma dowolnie kreuje program muzyczny kanału i otrzymuje swoją stronę radiową. 15 października 2008 roku radio zmieniło nazwę na open.fm.
Od marca 2009 roku GG Network rozpoczęło wdrażanie nowej oprawy identyfikacyjnej swoich kanałów. Oprawę dźwiękową przygotowało studio „Nieustraszeni Łowcy Dźwięków” w Krakowie. W dżinglach swojego głosu użyczyli m.in. Artur Gadowski, Duże Pe i zespół muzyczny Renton. 25 maja 2015 roku serwis open.fm został sprzedany przez GG Network grupie Wirtualna Polska.
Od 1 września 2017 roku na platformę internetową przekierowuje adres URL istniejącego w latach 2006-2017 serwisu internetowego wrzuta.pl.
16 kwietnia 2020 roku w ramach serwisu rozpoczęło nadawanie WP Radio będące połączeniem muzyki i informacji przygotowanych wspólnie przez redakcje portalu internetowego Wirtualna Polska i platformy radiowej Open FM. 11 lutego 2022 roku właściciel platformy radiowej spółka Wirtualna Polska Holding poinformowała o złożeniu wniosku do Krajowej Rady Radiofonii i Telewizji o zmianę nazwy Open.fm na WP Radio w związku z planowanym rozpoczęciem nadawania wiosną tego samego roku w Warszawie, Poznaniu, Tarnowie, Rzeszowie, Toruniu, Częstochowie i Katowicach w ramach cyfrowego radia w technologii DAB+. 10 marca 2022 roku Krajowa Rada Radiofonii i Telewizji wydała zgodę na zmianę nazwy z Open.fm na WP Radio. W grudniu 2022 roku rozgłośnia WP Radio rozpoczęła emisję w technologii DAB+ w siedmiu miastach, m.in. w Warszawie, Poznaniu i Katowicach. Szefem stacji, nadawanej w internecie od wiosny 2020 roku, został Grzegorz Betlej.